# دین‌دیم
دین‌دیم (به انگلیسی: Dindim) یک پنگوئن ماژلان بود که هر سال ۸۰۰۰ کیلومتر را از آرژانتین تا برزیل طی می‌کرد تا پیرمردی که او را نجات داده بود، ببیند. ژوائو پریرا د سوزا، پیرمرد ماهیگیری بود که در آب‌های برزیل دین‌دیم را که به آلودگی نفتی دچار شده بود، پیدا کرد. او پنگوئن را به خانه‌اش برد و از او پرستاری کرد تا سلامتش را بدست آورد. از آن روز به بعد، دین‌دیم هر سال برای دیدن دوستش بازمی‌گشت. دین‌دیم به مدت ۸ سال این مسیر را برای دیدن دوستش طی کرد.

## زندگی
در سال ۲۰۱۱، ژوائو پریرا د سوزا، ماهیگیر ۷۱ ساله، کنار صخره‌های ساحل جزیره‌ای در حومه ریو دو ژانیرو، برزیل، بدن نیمه‌جان پنگوئنی را پیدا کرد که به نفت آلوده شده بود. امیدی به زنده ماندن او نبود اما د سوزا تمام تلاشش را کرد تا او را نجات دهد. او نام این حیوان را دین‌دیم گذاشت و از او مراقبت کرد. حدود یک هفته طول کشید تا بتواند غذا بخورد و پیرمرد در این مدت با قطره چکان به او دارو و آب می‌رساند. پس از بهبودی، به دین‌دیم کمک کرد تا به سرزمینش برود و در کمال تعجب پس از چند هفته او را ملاقات کرد، او دوباره به ساحل بازگشته بود. دین‌دیم آنقدر به ژوائو وابسته شده بود که به محض دیدن او دمش را به سرعت حرکت داده و از سر شوق فریاد می‌کشید. دین‌دیم مدتی بعد به سرزمینش بازگشت اما دوباره آخر زمستان و نزدیک بهار به سواحل ریو دو ژانیرو، جایی که خانهٔ د سوزا قرار داشت، برگشت. دین‌دیم ۸ سال تمام این مسیر را از آرژانتین تا برزیل طی می‌کرد و به مدت ۸ ماه کنار دوستش و ناجی‌اش ژوائو می‌ماند. بعد از سال هشتم، او دیگر برنگشت و دلیل آن هنوز معلوم نیست.

## در رسانه
کتاب پیرمرد و پنگوئنش (به انگلیسی: An Old Man and His Penguin) نوشتهٔ آلین کی کریستین در سال ۲۰۲۰ داستان دین‌دیم و ژوائو را برای کودکان روایت می‌کند.
فیلم دوست پنگوئن من محصول ۲۰۲۴ بر اساس داستان واقعی دین‌دیم ساخته شده است.